# Glezen-Gletscher
Der Glezen-Gletscher ist ein Gletscher an der Scott-Küste des ostantarktischen Viktorialands. Vom Endeavour-Massiv in der Kirkwood Range der Prince Albert Mountains fließt er entlang der Nordflanke des Ketchum Ridge und mündet in die Tripp-Eiszunge.
Das New Zealand Antarctic Place-Names Committee benannte ihn 1999 nach Lieutenant Commander Glenn Frank Glezen (1917–1995) von der United States Navy, Verwaltungsoffizier der sogenannten Task Force 43 bei den ersten vier Operation Deep Freeze zwischen 1955 und 1959.